# ゴールテンダー

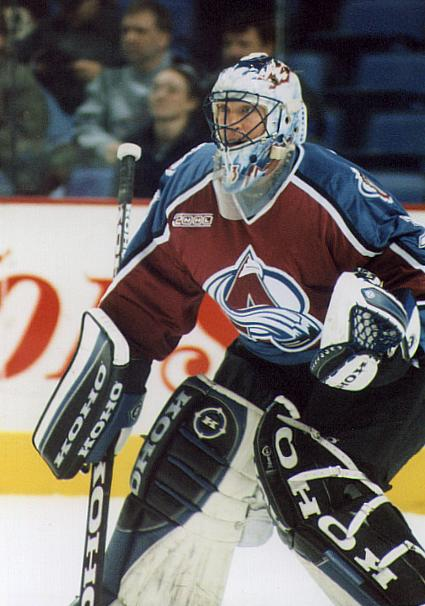
コロラド・アバランチのゴールテンダー、パトリック・ロワ（1999年）

ゴールテンダーとはアイスホッケーにおいて敵のショットからゴールを守り、失点を防ぐ役割のポジションである。
サッカーなどの球技においても同様のポジションが存在し、ゴールキーパーと呼ばれることもあるが、アイスホッケーでは特にゴールテンダー（goaltender）、ゴーリー（goalie）、さらに英国式にはネットマインダー（netminder）と呼ぶ場合もある。
サッカー等の球技とは違い、アイスホッケーはゴールが狭いためにシュート阻止率（セーブ率）が極めて高く、優秀なゴールテンダーは常に90％以上を維持するのが一般的である。これは10本シュートを打たれても9本はセーブするという確率になる。そのため、通常プレー中に失点が決定的な場面では、あえてペナルティを犯し、ゴールテンダーとの一騎討ちである高度なシュート技術を要求されるブレイクアウェイと呼ばれる状態に最も近いペナルティーショットに引き込んだ方が失点する確率が低くなるという場合もある。
ホッケーリンクにおいては、ゴールネット前の「ゴールクリーズ」と呼ばれる場所を定位置としている。かつてはマスクなしで試合に出場することが許された時代もあったが、今日では敵の放つショットの強烈な衝撃から身体を守るためにゴールテンダーは後述のような特別な防具を着用すべきとされている。

## 特権
ゴールテンダーはゴールを守る役割を持っており、他の選手にはない特権が与えられている。
- 特別な用具の使用

ブロッカー、レッグパッド、トラッパー等、他のプレイヤーの着用が認められていない用具を着用し、他のプレイヤーとは違う形状のスティックを使用できる。
- パックの取り扱いに関する特例

ゴールテンダーはパックをトラッパーでしっかりと掴んでしまう他、ゴールクリーズ内にゴールテンダーの体があれば故意にパックの上に倒れこんでパックの動きを止めてしまったり、倒れこんだ体の下にパックをかき寄せたり、ゴールまたはボードの一部に押し付けて保持したりできることがルールで認められている。ただし、保持したパックを3秒以内に放さない場合は、試合の流れを止めたとしてフェイスオフになる。
- ゴールクリーズ内における敵のボディチェックからの保護

敵チームの選手はゴールクリーズ内のゴールテンダーに対して、避けようと意図することなしに身体的な接触を行うとペナルティの対象となる。
- ペナルティに際しての特例

ゴールテンダーは反則を犯してもペナルティボックスに入る必要がない。他の選手を身代わりにペナルティボックスへ入れてチームが1名少ない状態でプレーが再開される。また、決定的な得点チャンスにゴールテンダーの反則によって得点できなかった場合には、敵チーム側にペナルティショットが与えられる。いずれにせよ、ゴールテンダーにはペナルティボックスに入らなくてよいルール上の特権がある。

## 装備
ゴールテンダーの装着する装備の外側には疎水性の合成皮革やナイロンが使用され、その内部には発泡プラスチックなどが詰められている。もっとも、これらの素材が登場するまでは、天然皮革などが用いられていた時代もある。
NHLやその他のリーグでは、極端にゴールテンダーに有利となる装備に歯止めをかけるため、その規格に最大値を設けるなどの規則が制定されている。

### ブロッカー
ブロッカーは、一般的にスティックを持つ側の手に装着される装備であり、手の甲の部分に四角い板状のものがついたグローブである。俗にワッフルと呼ばれることもある。旧式の型のものには素材に天然皮革が使用されており、軽量化のための窪みが施されており、その形状がケーキのワッフルに似ていることに由来する。
大抵のゴールテンダーは身体に1つのブロッカーしか装着しないが、ダン・ブラックバーン（Dan Blackburn）は怪我で神経に損傷を受けトラッパー（後述）の開閉が不自由になってから2つのブロッカーを装着してプレーしている。

### 胸部及び腕部のプロテクター
胸部及び腕のプロテクターは、パックの衝撃からこれらの身体部位を保護するために装着する。通常はホッケー・ジャージーの下に装着されるため、試合において観客の目に触れることは稀である。

### カップ
下腹部を保護するためのゴールテンダー用カップは、一般的なスポーツで使用されるカップ（jockstrap）よりも強固で、またパックが当たった時の衝撃が広く分散するような設計が施されている。なお、女性のゴールテンダーのための同様の防具はカップではなくジル（jill）と呼ばれる。

### レッグパッド
足を保護するための防具レッグパッドは、クリケットのパッドに由来するものである。典型的なレッグパッドの大きさは、幅10インチから12インチ（25cm - 30cm）、膝上に伸張した部分の長さは4インチから8インチ（10cm - 20cm）といったところである。

### マスク
マスクの形状は使用された時代によって大きく変遷している。

初期のころ一般的に使用されたマスクは、顔の表部分だけを覆う面のような形状で、素材にはファイバーグラスが用いられ、目、鼻、口の部分及び通気用の穴が空いているものであった。この当時のマスクには、チームのロゴマークや、蛇、豹といった動物をあしらい、またチームカラーで迷彩を施したものも多く見られた。
その後マスクの形状は徐々に頭の側面までを覆う形式に変更され、素材にファイバーグラスの他、ケブラー、カーボンファイバー、その他の合成素材が用いられるようになった。また、目、鼻、口の部分は大きくカットされ、鋼鉄やチタンのケージ（目の粗い網）で覆われるようになった。
また、マスクの代用として、通常のホッケー用ヘルメットに金属製のケージを取り付けたものが使用される場合もある。

### パンツ
ゴールテンダーの着用するショートパンツは他のポジション（フォワードやディフェンス）の選手の身に付けるものと似通っている。大腿部には厚めのパッドが当てられ、また大腿部の後ろ側、尾骶骨、臀部、ウエストを保護するために、パンツの横と後ろ側には軽めのパッドが施されている。

### スケート靴
ゴールテンダーの着用するスケート靴は、他のポジション用の靴とは異なっている。歯の部分は、長く、幅広で、平たくなっており、より安定を増すような構造となっている。素材には、ステンレス鋼よりも炭素鋼が用いられることが多い。また、歯の高さは身体を低く沈められるように低く抑えられたものとなっている。
一方、他のポジション用の靴では、アキレス腱を保護するために踵から上部に向かって靴の後部が長くなっているが、ゴールテンダー用にはこのような処置はされていないことが一般的である。しかし、靴の内部はパック等からの直接的な衝撃を緩和するために、プラスチック製のカウルが付けられている。

### スティック
ゴールテンダー専用のスティックは、約3.5インチの高さ（8.9cm）を持つブレードが付けられている。また、シャフトの下のほう25インチから28インチ（63.5cm - 71cm）は守備力を強化するため、ちょうどボートなどの櫂（オール）のように幅が広めに作られている。この部分はパドルと呼ばれる。
初期の時代のスティックはすべて木製であったが、後にはグラファイトやファイバーグラスで強化されるようになり、パドルやブレードの部分には軽量化のため発泡プラスティックが注入されるようになった。さらには、耐久性を求めスティックをすべて合成素材から作る製造業者もいる。

### トラッパー
トラッパー、キャッチャーないしはキャッチグローブと呼ばれる装備は、スティックを持たない方の手にはめるグローブの一種である。形状は、野球のミットに似ているが、空中を160km/hで飛んでくるパックを直接受け止めても問題ないよう、サイズはより大きく、頑丈にできており、パックを受け止める部分の窪みも深い。

## ゴールテンダーの守備スタイル
ゴールテンダーによる守備は、身体のあらゆる部位でシュートされたパックを弾き飛ばすことを基本に行われるが、その守備スタイルには、主に立ち上がった姿勢でプレーする｢スタンドアップ・スタイル｣と、膝を閉じて膝から下の脚を広げて氷上につけ、氷上を滑るパックを支配するバタフライと呼ばれる技術を多用する「バタフライ・スタイル」がある。
1980年代あたりまではスタンドアップ・スタイルが主流であったが、パトリック・ロワの成功以降、バタフライ・スタイルが主流となりつつある。

## NHLのゴールテンダーに与えられる賞
- ヴェジーナ賞は、NHLで最も顕著な働きをしたと認められるゴールテンダーに毎年与えられる賞で、各チームのGMによって決定される。
- ウィリアム・M・ジェニングス賞は、NHLのレギュラーシーズンで最少失点チームのゴールテンダーに毎年与えられる。
- Roger Crozier Saving Grace 賞は、NHLのレギュラーシーズンで最高セーブ率を記録したゴールテンダーに毎年与えられる。

## ゴールテンダーで得点を上げた選手
ゴールテンダーが得点を上げることは、一般的に稀である。NHLではロン・ヘクストールやマーティン・ブロデュアーなど、2019-20シーズンまでに12人のゴーリーによって15回のゴールが記録されている。